# Parornix loganella
Parornix loganella is een vlinder uit de familie mineermotten (Gracillariidae). De wetenschappelijke naam is voor het eerst geldig gepubliceerd in 1848 door Stainton.
De soort komt voor in Europa.